# Депутатський індемнітет
Депутатський індемнітет (лат. indemnitas, род.  в. indemnitatis — «захист від шкоди», «забезпечення збереження») — означає, що депутат не несе ніякої відповідальності за свої рішення і висловлення у парламенті; також депутатська заробітна плата (винагорода) за його діяльність. Головною метою введення інституту Д. і. в систему права відповідної країни є гарантувати виконання депутатом своїх повноважень. Тобто, доцільність депутатських привілеїв (до яких належить і право на Д. і.) полягає в «охороні належної гідності, ефективності та незалежності» законодавчої гілки влади, а не «захисті окремих осіб» від правосуддя, як часто помилково вважають.

## В Україні
Законодавство України визнало та гарантувало право на Д. і., проте, з певними обмеженнями. Так, відповідно до статті 80 Конституції України: «Народні депутати України не несуть юридичної відповідальності за результати голосування або висловлювання у парламенті та його органах, за винятком відповідальності за образу чи наклеп». Було виключено ч. 2 цієї статті 
Можна виділити такі складові Д. і. в Українському праві:
- право народного депутата брати участь у дебатах, ставити запитання доповідачам і голові на засіданні; висловлювати свою думку щодо кожного питання, яке розглядається на засіданні;
- народний депутат не несе юридичної відповідальності за результати голосування або висловлювання в парламенті та його органах, за винятком відповідальності за образу чи наклеп;
- голосування та позиція, висловлені народним депутатом у роботі Верховної Ради України та її органів, не можуть бути предметом розгляду в парламенті та його органах;
- народний депутат не зобов'язаний розголошувати джерело інформації, якою послуговується.[3]